# Château (Saône-et-Loire)
Château ist eine französische Gemeinde mit 232 Einwohnern (Stand: 1. Januar 2022) im Département Saône-et-Loire in der Region Bourgogne-Franche-Comté (vor 2016 Bourgogne). Die Gemeinde gehört zum Arrondissement Mâcon und zum Kanton Cluny.

## Geografie
Château liegt etwa 20 Kilometer nordwestlich von Mâcon und etwa 40 Kilometer südsüdwestlich von Chalon-sur-Saône.
Nachbargemeinden von Château sind La Vineuse sur Fregande im Norden, Cluny im Osten und Nordosten, Jalogny im Osten und Südosten, Mazille im Süden, Bergesserin im Südwesten sowie Buffières im Westen.

## Bevölkerungsentwicklung
| Jahr                      | 1962 | 1968 | 1975 | 1982 | 1990 | 1999 | 2006 | 2011 | 2016 |
| Einwohner                 | 200  | 169  | 128  | 139  | 157  | 223  | 215  | 273  | 225  |
| Quelle: Cassini und INSEE |      |      |      |      |      |      |      |      |      |

## Sehenswürdigkeiten
- Kirche Saint-Martin
- Donjon aus dem 13. Jahrhundert in der Ortschaft Vernay

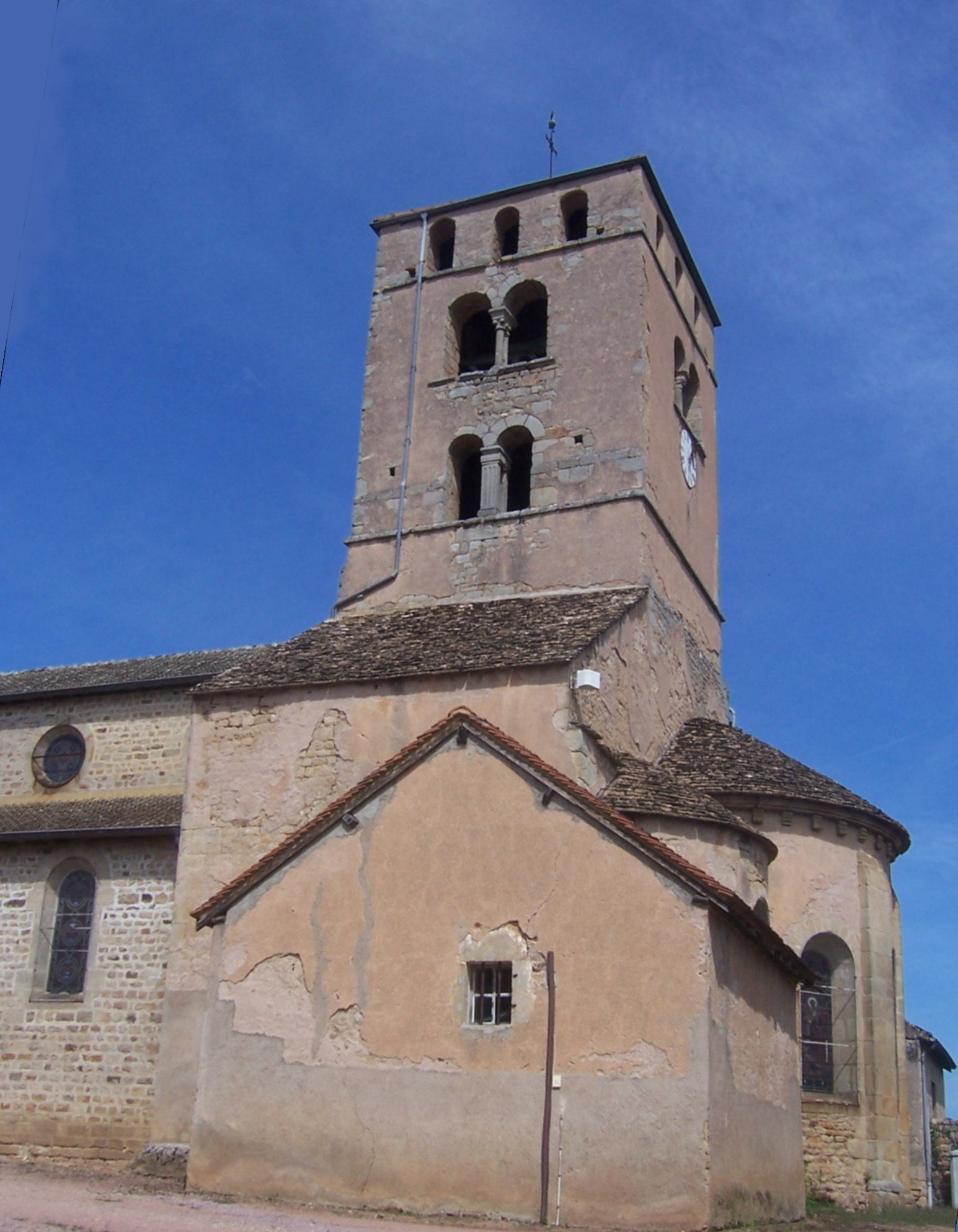
Kirche Saint-André